# Kriegserklärung Japans an die USA und Großbritannien

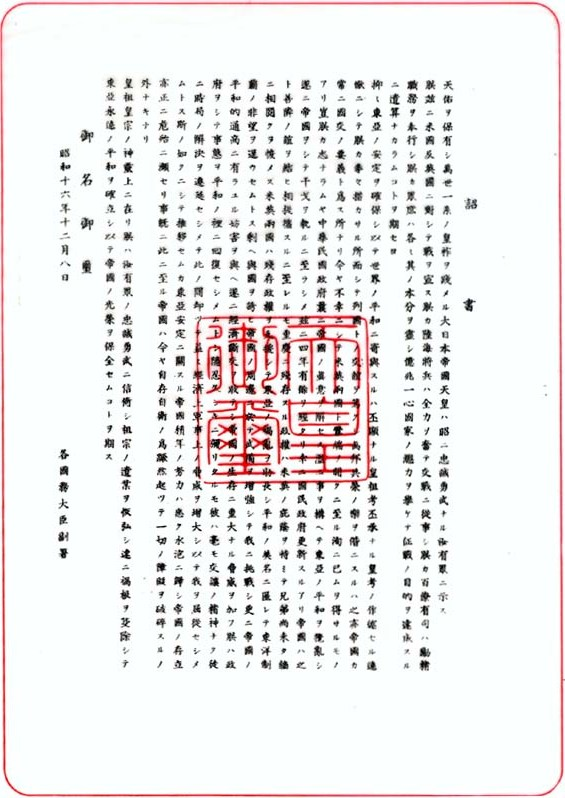
Kriegserklärung Japans

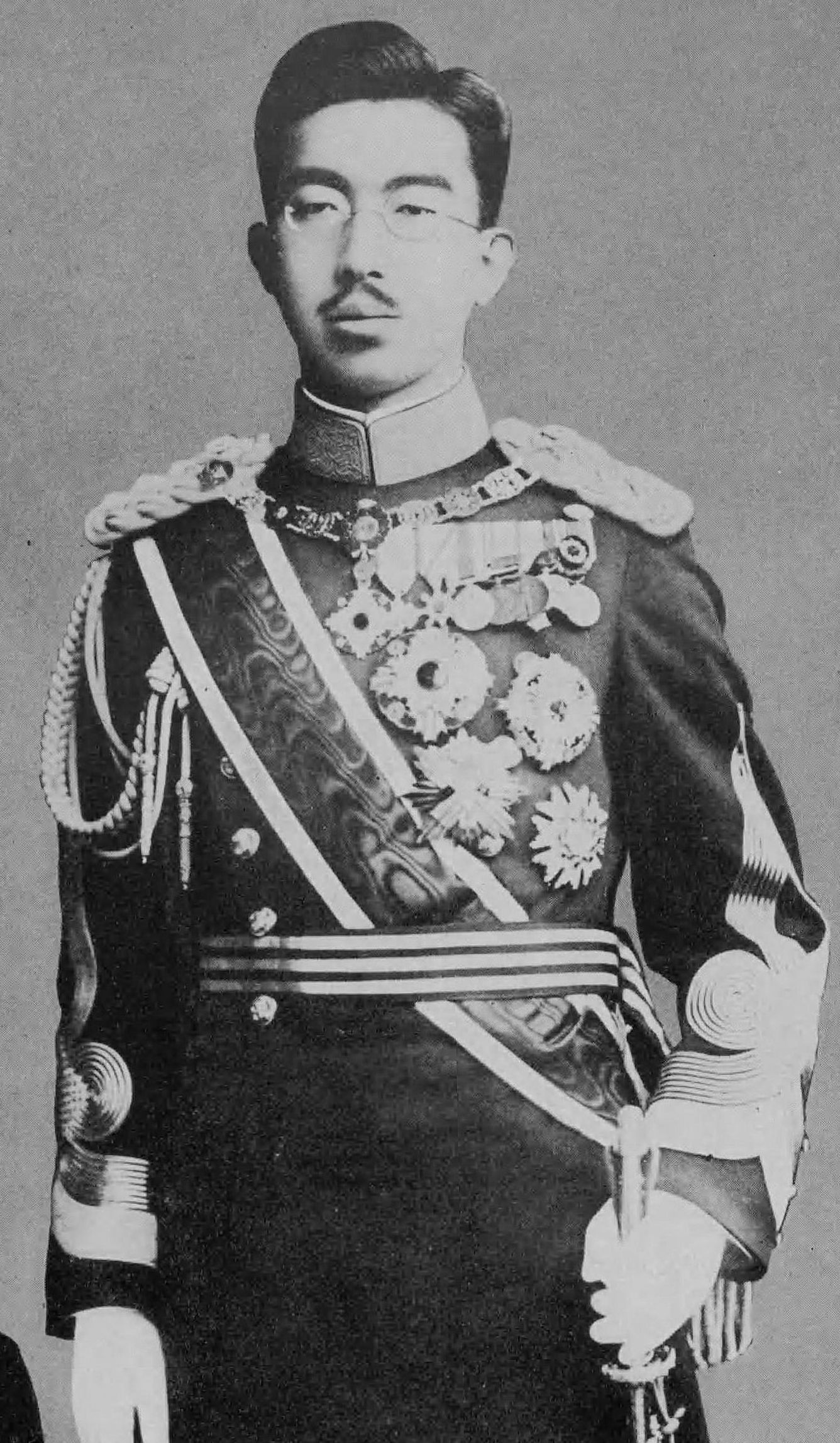
Hirohito, Kaiser Japans

Die Kriegserklärung des Japanischen Kaiserreiches an die Vereinigten Staaten von Amerika und das Britische Empire (米國及英國ニ對スル宣戰ノ詔書 Beikoku oyobi eikoku ni taisuru sensen no shōsho, „kaiserlicher Erlass einer Kriegserklärung an die Vereinigten Staaten sowie Großbritannien“) erfolgte am 8. Dezember 1941 japanischer Zeit (am 7. Dezember 1941 US-amerikanischer Zeit), nachdem die japanischen Streitkräfte den Angriff auf die amerikanische Marinebasis in Pearl Harbor auf Hawaii und die britischen Besitzungen in Malaya, Singapur und Hongkong begonnen hatten. Die Kriegserklärung wurde auf der ersten Seite der Abendausgaben sämtlicher japanischer Zeitungen am 8. Dezember 1941 veröffentlicht. Bis zur japanischen Kapitulation am 2. September 1945 wurde sie am 8. jedes Monats erneut abgedruckt, um die Kriegsbereitschaft zu bekräftigen.

## Text des Dokumentes
Unten folgt der Text der Kriegserklärung, der im Namen des Tennō veröffentlicht wurde.
| WIR, durch die Gnade des Himmels, Kaiser von Japan, auf dem Thron sitzend, der seit jeher von derselben Dynastie besetzt ist, befehlen euch, Unseren treuen und tapferen Untertanen: Hiermit erklären Wir den Vereinigten Staaten von Amerika und dem Britischen Empire den Krieg. Die Männer und Offiziere Unserer Armee und Marine werden ihr Möglichstes tun, um diesen Krieg zu führen. Unsere öffentlichen Bediensteten verschiedener Dienststellen erfüllen ihre jeweiligen Aufgaben loyal und gewissenhaft; die ganze Nation soll mit vereintem Willen ihre ganze Kraft mobilisieren, damit bei der Verwirklichung Unserer Kriegsziele nichts fehlschlägt. Die Stabilität Ostasiens zu sichern und zum Weltfrieden beizutragen, ist die weitsichtige Politik, die Unser Großer Erhabener Kaiserlicher Großvater Kaiser Meiji und Unser Großer Kaiser Taishō, der ihm nachfolgte, formuliert haben und die Uns ständig am Herzen lag. Die Freundschaft zwischen den Völkern zu pflegen und gemeinsam mit allen Völkern Wohlstand zu genießen, war schon immer der Leitgedanke der Außenpolitik Unseres Reiches. Es war wirklich unvermeidlich und weit von Unserem Wunsch entfernt, dass Unser Imperium dazu gebracht wurde, die Schwerter mit Amerika und Großbritannien zu kreuzen. Mehr als vier Jahre sind vergangen, seit China die wahren Absichten Unseres Imperiums nicht erkannte und rücksichtslos Ärger heraufbeschwor, den Frieden Ostasiens gestört und Unser Imperium gezwungen hat, zu den Waffen greifen. Obwohl die Nationale Regierung von China wiederhergestellt wurde und mit Japan nachbarschaftlichen Verkehr und Zusammenarbeit erreicht hat, setzt das Regime, das in Chungking überlebt hat und das sich auf den amerikanischen und britischen Schutz verlässt, seinen brudermörderischen Widerstand fort. Begierig auf die Verwirklichung ihres übertriebenen Ehrgeizes, den Orient zu beherrschen, haben sowohl Amerika als auch Großbritannien, die das Chungking-Regime unterstützen, die Unruhen in Ostasien verschärft. Darüber hinaus haben diese beiden Mächte andere Länder veranlasst, diesem Beispiel zu folgen und die militärischen Vorbereitungen auf allen Seiten unseres Reiches zu verstärken, um Uns herauszufordern. Sie haben mit allen Mitteln Unseren friedlichen Handel behindert und schließlich zu einem direkten Abbruch der wirtschaftlichen Beziehungen gegriffen, was die Existenz Unseres Reiches ernsthaft bedroht. Geduldig haben Wir gewartet und lange haben Wir ausgehalten, in der Hoffnung, dass Unsere Regierung die Situation in Frieden wiederherstellen kann. Aber Unsere Gegner, die nicht den geringsten Geist der Versöhnung zeigen, haben eine Einigung über Gebühr hinausgezögert und inzwischen haben sie den wirtschaftlichen und politischen Druck verstärkt, um dadurch Unser Reich zur Unterwerfung zu zwingen. Dieser Trend der Dinge würde, wenn er nicht aufgehalten wird, nicht nur die langjährigen Bemühungen Unseres Imperiums um die Stabilisierung Ostasiens zunichtemachen, sondern auch die Existenz Unserer Nation gefährden. Da die Situation so ist, hat Unser Imperium für seine Existenz und Selbstverteidigung keine andere Möglichkeit, als zu den Waffen zu greifen und jedes Hindernis auf seinem Weg zu zerschlagen. Die geheiligten Geister Unserer kaiserlichen Vorfahren, die Uns von oben bewachen, verlassen Wir Uns auf die Loyalität und den Mut Unserer Untertanen in Unserer zuversichtlichen Erwartung, dass die von Unseren Vorfahren hinterlassene Aufgabe fortgeführt wird und die Quellen des Bösen schnell ausgerottet und dauerhaft Frieden in Ostasien unveränderlich hergestellt wird und dadurch die Herrlichkeit Unseres Reiches erhalten bleibt. Um dieses zu beurkunden Haben Wir dies unterzeichnet und mit dem kaiserlichen Siegel Japans bestätigt. Tokio, kaiserlicher Palast am achten Tag des zwölften Monats im fünfzehnten Jahr der Shōwa-Zeit, was dem 2.602. Jahr der Besteigung des Thrones des Kaiser Jimmu entspricht. (Veröffentlicht vom Komitee für Information, 8. Dezember 1941. The Japan Times) |

## Historischer Kontext
Die Kriegserklärung benennt die mutmaßlichen störenden Aktionen gegen das Japanische Kaiserreich und seine Außenpolitik. Sie gibt an, dass alle Wege der japanischen Regierung, den Krieg zu verhindern, ausgeschöpft seien. Japan hatte nach der Mandschurei-Krise (1931) den Satellitenstaat Mandschukuo  gegründet und von dort aus im Zweiten Japanisch-Chinesischem Krieg (1937–1945) in großen Teilen Nordchinas einige Brückenköpfe sowie die vorgelagerten chinesischen Inseln und am 29. Juli 1941 Französisch-Indochina besetzt. Ziel war der Aufbau der sog. Großostasiatischen Wohlstandssphäre. Um diese Expansion einzudämmen, verhängten die USA und Großbritannien am 16. Oktober 1940 ein Embargo, das die Lieferungen von Erdöl und Altmetall nach Japan verhindern sollte. Für Japan war das eine feindselige und provokative Maßnahme. Als Verhandlungen nicht zur Zufriedenheit der japanischen Regierung verliefen, griff die kaiserliche Flotte Pearl Harbor an und erklärte sowohl den Vereinigten Staaten als auch Großbritannien den Krieg.
Der Pazifikkrieg endete nach den amerikanischen Atombombenabwürfen auf Hiroshima und Nagasaki. Das Ende des Krieges bedeutete de-facto auch das Ende des Japanischen Kaiserreiches.